# Gununga matutinula
Gununga matutinula är en insektsart som först beskrevs av Gustav Breddin 1903.  Gununga matutinula ingår i släktet Gununga och familjen dvärgstritar. Inga underarter finns listade i Catalogue of Life.